# 티베트 자치구
티베트 자치구(티베트어: བོད་རང་སྐྱོང་ལྗོངས།, Bod-rang-skyong-ljongs) 또는 시짱 자치구(중국어 간체자: 西藏自治区, 정체자: 西藏自治區, 서장자치구, 병음: Xīzàng Zìzhìqū)는 중화인민공화국 서남부의 티베트 지역이 속한 자치구다.
티베트 자치구는 1951년 티베트 합병 이후 시짱 지방을 대체하기 위해 1965년에 공식적으로 설립되었다. 이 설립은 1959년 티베트 봉기와 카샤그의 해체로부터 약 5년 후, 그리고 원래의 합병으로부터 약 13년 후에 이루어졌다.
현재의 티베트 자치구 경계는 일반적으로 18세기에 확립되었으며, 역사적 티베트 지역의 약 절반을 포함하고 있다. 티베트 자치구는 약 1,200,000km²에 걸쳐 있으며, 신장 위구르 자치구에 이어 면적 기준으로 중국의 두 번째로 큰 성급 행정구역이다. 지형이 험준하고 혹독하여 인구 밀도는 1제곱킬로미터당 약 3명(제곱마일당 7.8명)으로 드물며, 약 360만 명의 인구를 가지고 있어 중국에서 가장 인구가 적은 자치구 또는 성급 행정구역이다.

## 역사
야를룽 왕조는 618년에 토번을 건국하였다. 8세기 말에 토번 최대 영토에 이르렀으나 842년 내전 이후 제국은 분열되었다. 왕족은 여러 소왕국으로 나뉘어 구게(Guge)와 마류(Maryul) 같은 작은 왕국들을 통치하였다. 1244년, 몽골 제국은 티베트를 정복하였으나, 지역에 일정 수준의 정치적 자치를 허용하였다. 이후 쿠빌라이 칸은 티베트를 자신의 원나라(1271–1368)에 편입시켰다. 1250년대에 사캬파 라마 파스파는 쿠빌라이의 종교적 스승이 되었고, 1264년경 티베트 지역 행정의 수장으로 임명되었다.
1354년부터 1642년까지 중앙 티베트는 네둥, 시가체, 라싸 등의 여러 왕조에 의해 통치되었다. 1642년, 코슈트 칸국의 구시 칸은 5대 달라이 라마의 간덴 포드랑 궁을 설립하였으며, 그를 티베트의 왕으로 옹립하였다. 코슈트 칸국은 1717년까지 티베트를 통치하였으나, 이후 준가르 칸국에 의해 전복되었다. 간덴 포드랑(1642–1951) 체제 하에서의 티베트의 독립 여부에 관해 정치적으로 논란이 있지만, 여러 외세의 종주권 아래에서 사실상 독립된 국가였다고 보는 견해도 있다. 여기에는 명나라(1368–1644)의 종주권도 포함된다. 준가르 칸국의 군대는 1720년 준가르-청 전쟁 중 청나라의 티베트 원정으로 축출되었으며, 이는 티베트에 대한 청나라의 직접 통치가 시작되는 계기가 되었다.
1912년 청나라가 붕괴한 이후 1950년까지, 티베트는 사실상 독립 국가로 존재하였다. 이는 후속 정권인 중화민국이 주장한 다른 지역들과 마찬가지였다. 중화민국은 군벌 간 내전(1916–1928), 국공내전(1927–1949), 그리고 중일 전쟁(1937–1945)으로 인해 티베트에 대한 통치권을 행사하지 못했다. 그러나 동티베트의 캄과 암도 지역은 18세기 중반부터 중국 왕조 정부의 법적 행정권 하에 있었으며, 현재는 칭하이성, 간쑤성, 쓰촨성, 윈난성의 일부를 구성하고 있다.
1950년, 중화인민공화국이 수립된 지 1년 후, 중국 인민해방군은 티베트에 진입하여 창두 근처에서 티베트 군대를 패배시켰다. 1951년, 티베트 대표단은 평화적 해방을 위한 십칠조협의에 서명하여 티베트에 대한 중국의 주권과 티베트의 중화인민공화국 편입을 승인하였다. 제14대 달라이 라마는 같은 해 10월에 이 협정을 비준하였다.
1959년 노부링카궁 앞에서 중국에 대한 시민 봉기가 실패한 이후, 제14대 달라이 라마는 인도로 망명하여 십칠조협의를 폐기한다고 선언하였다. 1950년대와 1960년대 동안 서방에서 파견된 저항 세력들이 티베트로 낙하산을 통해 투입되었으나, 거의 모두 체포되어 사망하였다.(p. 238) 1965년 티베트 자치구가 설립되면서 티베트는 중국의 성급 행정구역이 되었다.
마오쩌둥의 사망 후 자본주의적 역개혁의 필요성을 느낀 덩샤오핑과 현 14대 달라이 라마가 협상을 시도하였으나 중국 정부가 근본적 자치문제에 대해선 언급을 회피하여 협상이 매번 결렬되고 국제문제로 부상하게 되었다. 1989년 당시 티베트 자치구의 당 서기로 임명받은 후진타오는 병력을 티베트에 집결, 2년동안 티베트인들의 대항과 중국의 강경진압이 시작되었다.
1989년 12월 달라이라마가 노벨 평화상을 수상한 이후에도 달라이 라마는 비폭력 운동에 근거한 중국 내에서의 티베트의 진정한 자치를 목표로 티베트인들의 독립운동은 계속되고 있다.

## 지리
자치구는 북서쪽으로 신강 위구르 자치구, 북동부쪽으로 칭하이성, 동쪽은 쓰촨성, 동남쪽은 윈난성과 접하며, 남쪽은 미얀마, 인도 아삼 주, 부탄, 네팔, 카슈미르 지구와 국경을 접한다.
티베트고원은 해발 4,000m 이상의 대고원이며 "세계의 지붕"이라는 별칭이 있다. 고원 남부에 있는 히말라야산맥은 험난한 산들의 봉우리가 이어져 있으며 네팔 국경에 있는 에베레스트산 봉우리는 해발 8,848m에 이르는 세계 최고봉이다. 또한 티베트고원 북부는 중국에서 가장 호수가 많은 지방이다.
티베트의 기후는 겨울이 길고 여름이 없지만 일조량은 충분하다. 공기가 희박하기 때문에 외래인은 고산병에 걸리기 쉽다.

## 주민
티베트는 고산 지대이자 거친 지리적 환경 때문에 인구밀도가 매우 낮다.
주민의 대부분은 티베트족으로 2000년에 전체 인구의 92.8%를 차지했다. 한족은 자치구에서 2번째로 많은 민족으로 6.1%를 차지했으나 최근 10년간 상당히 늘어났으며 특히 2006년 칭짱 철도의 개통으로 가속화되고있다. 일부 먼바족, 뤄바족, 몽골족도 거주한다. 주민의 대부분이 티베트어를 사용한다. 대부분이 티베트 불교를 믿으며 본교도 일부 존재한다.

## 관광
티베트 자치구의 청사 소새지인 라싸와 시가체 지구의 시가체는 중국 국무원이 지정하는 국가역사문화명성에 포함된다. 라싸 시내에 위치한 포탈라궁은 달라이 라마의 겨울 궁전이며 1994년에 유네스코의 세계유산에 등록되었다. 티베트에서 가장 신성한 사원으로 여기는 조캉사원은 2000년에, 달라이 라마의 여름 궁전인 노브림카는 2001년에 등록되었다.

## 경제
2007년의 티베트의 생산 총액은 340억 위안(49억 7,000만 달러)으로 2000년 117억 8,000만 위안(17억 2천만 달러)의 거의 세 배가 되었다. 과거 5년간 티베트의 평균 GDP 증가율은 12%에 달했다. 2007년 중국 뉴스 매체들의 보도에 따르면 티베트 도시민의 평균 1인당 가처분 소득은 11,131위안(1,630달러)이었고 시골민의 1인당 가처분 소득은 2,788위안(408달러)이었다.
티베트족의 80%는 농목업에 종사하고 있어 빈곤한 지역이 많지만, 개방정책에 의해 라싸나 시가체, 강체 등에 관광객이 들어오게 되어, 관광업의 성장이 현저하다. 또 자치구 내의 농민이나 유목민은 모든 세금이 면제된다. 게다가 2000년부터 티베트 자치구에서도 국무원의 서부 대개발 정책이 실시되어 칭짱 철도나 도로의 건설 등이 가속하고 있다. 2004년의 전구 수출액은 전년대비 6.9%의 13,008만 달러, 수입은 전년대비 136% 증가한 9,345만 달러였다. 또 개인이 변경에서 실시하는 영세 무역도 전년대비 31%가 증가한 2억 위엔에 달했다고 보고되고 있다.
대량의 석유, 천연가스나 광물자원의 존재도 확인되고 있다.

## 군사
서부전구가 군사를 담당하고 있다. 집단군 산하 여단 편제가 주력인 현대 중국 인민해방군 부대 중에서 흔치 않게 사단 편제가 아직까지 남은 곳이다. 외국과의 국경을 접한 곳인만큼 무장경찰부대도 변방부대라는 이름으로 주둔하고 있다. 본래 인도와의 국경 분쟁으로 충돌이 빈번한 곳이었지만 2024년에 양국이 극적으로 합의하면서 충돌은 멈추게 되었다.

## 교통
- 칭짱철도가 2006년 7월 1일 개통되었다.
- 라싸 공가 공항

## 행정 구역
6개의 지급시와 1개의 지구를 관할한다. 산하에 68개의 현과 7개의 시할구가 있다.
| 티베트 자치구의 행정 구역 | 티베트 자치구의 행정 구역 | 티베트 자치구의 행정 구역 | 티베트 자치구의 행정 구역 | 티베트 자치구의 행정 구역                | 티베트 자치구의 행정 구역 | 티베트 자치구의 행정 구역 | 티베트 자치구의 행정 구역 | 티베트 자치구의 행정 구역 | 티베트 자치구의 행정 구역 | 티베트 자치구의 행정 구역 | 티베트 자치구의 행정 구역 |
| ------------------------- | ------------------------- | ------------------------- | ------------------------- | ---------------------------------------- | ------------------------- | ------------------------- | ------------------------- | ------------------------- | ------------------------- | ------------------------- | ------------------------- |
|                           |                           |                           |                           |                                          |                           |                           |                           |                           |                           |                           |                           |
| №                         | 이름                      | 한자                      | 병음                      | 티베트어 와일리 음역                     | 면적 (Km2)                | 인구 (2010)               | 시청소재지                |                           |                           |                           |                           |
| 지급시                    |                           |                           |                           |                                          |                           |                           |                           |                           |                           |                           |                           |
| 1                         | 라싸 시 (랍살시)          | 拉萨市                    | Lāsà Shì                  | ལྷ་ས་གྲོང་ཁྱེར། lha sa grong khyer            | 29,538.90                 | 559,423                   | 청관 구                   |                           |                           |                           |                           |
| 2                         | 르카쩌 시 (일객칙시)      | 日喀则市                  | Rìkāzé Shì                | གཞིས་ཀ་རྩེ་གྲོང་ཁྱེར། gzhis ka rtse grong khyer | 182,066.26                | 703,292                   | 쌍주쯔 구                 |                           |                           |                           |                           |
| 3                         | 창두 시 (창도시)          | 昌都市                    | Chāngdū Shì               | ཆབ་མདོ་གྲོང་ཁྱེར། chab mdo grong khyer        | 108,872.30                | 657,505                   | 카뤄 구                   |                           |                           |                           |                           |
| 4                         | 린즈 시 (임지시)          | 林芝市                    | Línzhī Shì                | ཉིང་ཁྲི་གྲོང་ཁྱེར། nying khri grong khyer       | 113,964.79                | 195,109                   | 바이 구                   |                           |                           |                           |                           |
| 5                         | 산난 시 (산남시)          | 山南市                    | Shānnán Shì               | ལྷོ་ཁ་གྲོང་ཁྱེར། lho kha grong khyer           | 79,287.84                 | 328,990                   | 나이둥 구                 |                           |                           |                           |                           |
| 6                         | 나취 시 (나곡시)          | 那曲市                    | Nàqū Shì                  | ནག་ཆུ་ས་ཁུལ། nag chu sa khul               | 391,816.63                | 462,382                   | 써니 구                   |                           |                           |                           |                           |
| 지구                      |                           |                           |                           |                                          |                           |                           |                           |                           |                           |                           |                           |
| 7                         | 아리 지구 (아리지구)      | 阿里地区                  | Ālǐ Dìqū                  | མངའ་རིས་ས་ཁུལ། mnga' ris sa khul           | 296,822.62                | 95,465                    | 가얼 현                   |                           |                           |                           |                           |

## 같이 보기
- 티베트
- 티베트 독립운동
- 1959년 티베트 봉기
- 2008년 티베트 소요 사태